# 南斯拉夫足球协会
南斯拉夫足球協會（FSJ，羅馬化：Fudbalski savez Jugoslavije，羅馬化：Fudbalski Sojuz na Jugoslavija）是前南斯拉夫的足球管理機構，總部位於貝爾格勒，並在薩格勒布設有重要行政分支。
該協會負責組織南斯拉夫甲組足球聯賽，南斯拉夫國家足球隊及前南斯拉夫六個共和國的所有乙級聯賽。

## 歷史
南斯拉夫足球協會於1919年4月在薩格勒布成立，最初名為「Jugoslavenski nogometni savez」（南斯拉夫足球聯盟）。該協會於1921年5月4日成為FIFA臨時會員，並於1923年5月20日轉為正式會員。後更名為「Nogometni savez Jugoslavije」（南斯拉夫足球協會）。
1929年因薩格勒布與貝爾格勒分會間的爭議，南斯拉夫足球協會議會被解散。隨著1月6日獨裁統治實施，協會總部於1930年3月16日遷至貝爾格勒，並更名為「Fudbalski Savez Jugoslavije」。
在此期間，有幾個地區性足球組織成立：
- 巴尼亞盧卡足球分會
- 貝爾格萊德足球分會（1920年3月12日）
- 采蒂涅足球分會（1931年3月8日）
- 克拉古耶瓦茨足球分會（1932年4月15日）
- 盧布爾雅那足球分會（1920年4月23日）
- 尼什足球分會（1931年3月8日）
- 諾維薩德足球分會（1930年4月13日）
- 奧西耶克足球分會（1924年3月16日）
- 薩拉熱窩足球分會（1920/1921年）
- 斯科普列足球分會（1927年12月18日）
- 斯普利特足球分會（1920年3月7日）
- 蘇博蒂察足球分會（1920年3月3日）
- 大貝奇克雷克足球分會（1930年5月11日）
- 札格瑞布足球分會（1919年9月8日）

1939年10月1日，南斯拉夫足協進行重大改組，正式更名為「南斯拉夫最高足球協會」（Vrhovni nogometni savez Jugoslavije）。此次改組依行政區劃分設三大分支機構：斯洛文尼亞足球總會管轄德拉瓦巴諾維納省，克羅埃西亞足球協會負責克羅埃西亞巴諾維納省，塞爾維亞足球總會則統籌其餘地區。在此架構下，新增蘇沙克足球分會（1940年1月）與馬里博爾-采列聯合足球分會（1940年末）。
1954年成為歐洲足協（UEFA）正式成員，標誌南斯拉夫足球正式融入國際體系。1992年南斯拉夫社會主義聯邦共和國解體後，塞爾維亞與蒙特內哥羅繼承原協會的FIFA及UEFA會員資格，此舉引發後續國家繼承爭議。2003年隨聯邦國家更名為「塞爾維亞與蒙特內哥羅」，足協亦相應改組為「塞爾維亞與蒙特內哥羅足球協會」，直至2006年兩國分立後由塞爾維亞足協承接。